# Gareth Carter
Gareth Carter (2 de marzo de 1989) es un deportista neozelandés que compitió en judo. Ganó una medalla de bronce en el Campeonato de Oceanía de Judo de 2008 en la categoría de –60 kg.

## Palmarés internacional
| Campeonato de Oceanía | Campeonato de Oceanía        | Campeonato de Oceanía | Campeonato de Oceanía |
| Año                   | Lugar                        | Medalla               | Categoría             |
| --------------------- | ---------------------------- | --------------------- | --------------------- |
| 2008                  | Christchurch (Nueva Zelanda) | Medalla de bronce     | –60 kg                |